# Tribo de Judá
A tribo de Judá (em hebraico: שֵׁבֶט יְהוּדָה; romaniz.: Shevet Yehudah; lit.  "Louvor"), de acordo com a Bíblia hebraica, foi uma das doze tribos de Israel.

## Histórico
A tribo de Judá, as suas conquistas e a centralidade de sua capital em Jerusalém para a adoração do Deus Javé figuram proeminentemente na história deuteronomista, abrangendo os livros de Deuteronômio a II Reis, que a maioria dos estudiosos concorda que foi reduzida a forma escrita, embora sujeito a alterações e emendas exílicas e pós-exílicas, durante o reinado do reformador judaico Josias de 641–609 a.C..
De acordo com o relato no Livro de Josué, após uma conquista parcial de Canaã pelas tribos israelitas (os jebuseus ainda mantinham Jerusalém), Josué alocou a terra entre as doze tribos. A porção divinamente ordenada de Judá é descrita em Josué 15 como abrangendo a maior parte do sul da Terra de Israel, incluindo o Negueve, a Região Selvagem de Sim e Jerusalém. No entanto, o consenso dos estudiosos seculares modernos é que isso nunca ocorreu. Outros estudiosos apontam para referências extra-bíblicas a Israel e Canaã como evidência para a potencial historicidade da conquista.
Nas palavras de abertura do Livro dos Juízes, após a morte de Josué, os israelitas "perguntaram ao Senhor" qual tribo seria a primeira a ocupar o seu território, e a tribo de Judá foi identificada como a primeira tribo. De acordo com a narrativa em Juízes, a tribo de Judá convidou a tribo de Simeão para lutar com eles em aliança para assegurar cada um dos seus territórios atribuídos. Como é o caso de Josué, muitos estudiosos não acreditam que o livro dos juízes contenha uma história confiável.
O Livro de Samuel descreve o repúdio de Deus a uma linha monárquica surgida da Tribo de Benjamim do norte devido à pecaminosidade do Rei Saul, que foi então concedida à Tribo de Judá para sempre na pessoa do Rei Davi. No relato de Samuel, após a morte de Saul, todas as outras tribos, além de Judá, permaneceram leais à Casa de Saul, enquanto Judá escolheu Davi como seu rei. No entanto, depois da morte de Isbosete, filho de Saul e sucessor do trono de Israel, todas as outras tribos de Israel fizeram Davi, que era então o rei de Judá, rei de um unificado Reino de Israel. O Livro dos Reis segue a expansão e glória incomparável da Monarquia Unida sob o Rei Salomão. A maioria dos estudiosos acredita que os relatos sobre o território de Davi e Salomão na "monarquia unida" são exagerados, e uma minoria acredita que a "monarquia unida" nunca existiu. Discordando desta última visão, o estudioso do Antigo Testamento Walter Dietrich sustenta que as histórias bíblicas dos monarcas do século X a.C. contêm um núcleo histórico significativo e não são apenas ficções tardias.
Sobre a ascensão de Roboão, filho de Salomão, em c. 930 a.C., as dez tribos do norte, sob a liderança de Jeroboão, da Tribo de Efraim, separaram-se da Casa de Davi para criar o Reino de Israel (ao Norte) com capital em Samaria. O Livro dos Reis é inflexível em sua baixa opinião de seu vizinho maior e mais rico do norte, e compreende sua conquista pela Assíria em 722 a.C. como retribuição divina para o retorno do reino à idolatria.
As tribos de Judá e Benjamim permaneceram leais à Casa de Davi. Essas tribos formaram o Reino de Judá, que existiu até que Judá foi conquistada pela Babilónia em c. 586 a.C. e a população deportada.
Quando os judeus retornaram do exílio babilónico, afiliações tribais residuais foram abandonadas, provavelmente por causa da impossibilidade de restabelecer os antigos terrenos tribais. No entanto, os papéis religiosos especiais decretados para os levitas e os Cohen foram preservados, mas Jerusalém tornou-se o único lugar de culto e sacrifício entre exilados, nortistas e sulistas que voltavam.

## Território e principais cidades

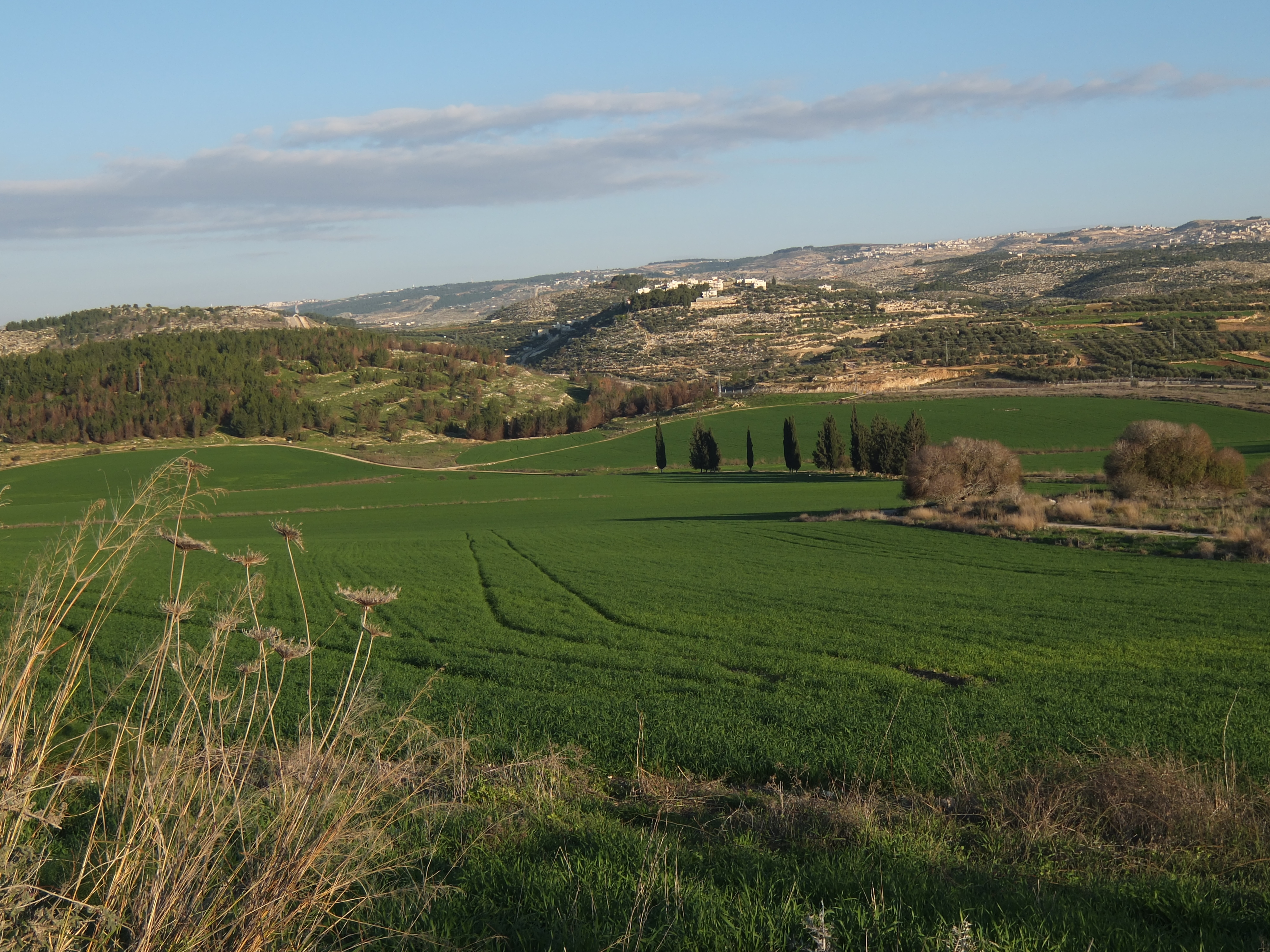
O Vale de Elá, perto de Adulão, no limite territorial de Judá

De acordo com o relato bíblico, no auge, a tribo de Judá era a principal tribo do Reino de Judá e ocupava a maior parte do território do reino, exceto por uma pequena região no nordeste ocupada por Benjamim e um enclave. em direção ao sudoeste que foi ocupado por Simeão. Belém e Hebrom foram inicialmente as principais cidades dentro do território da tribo.

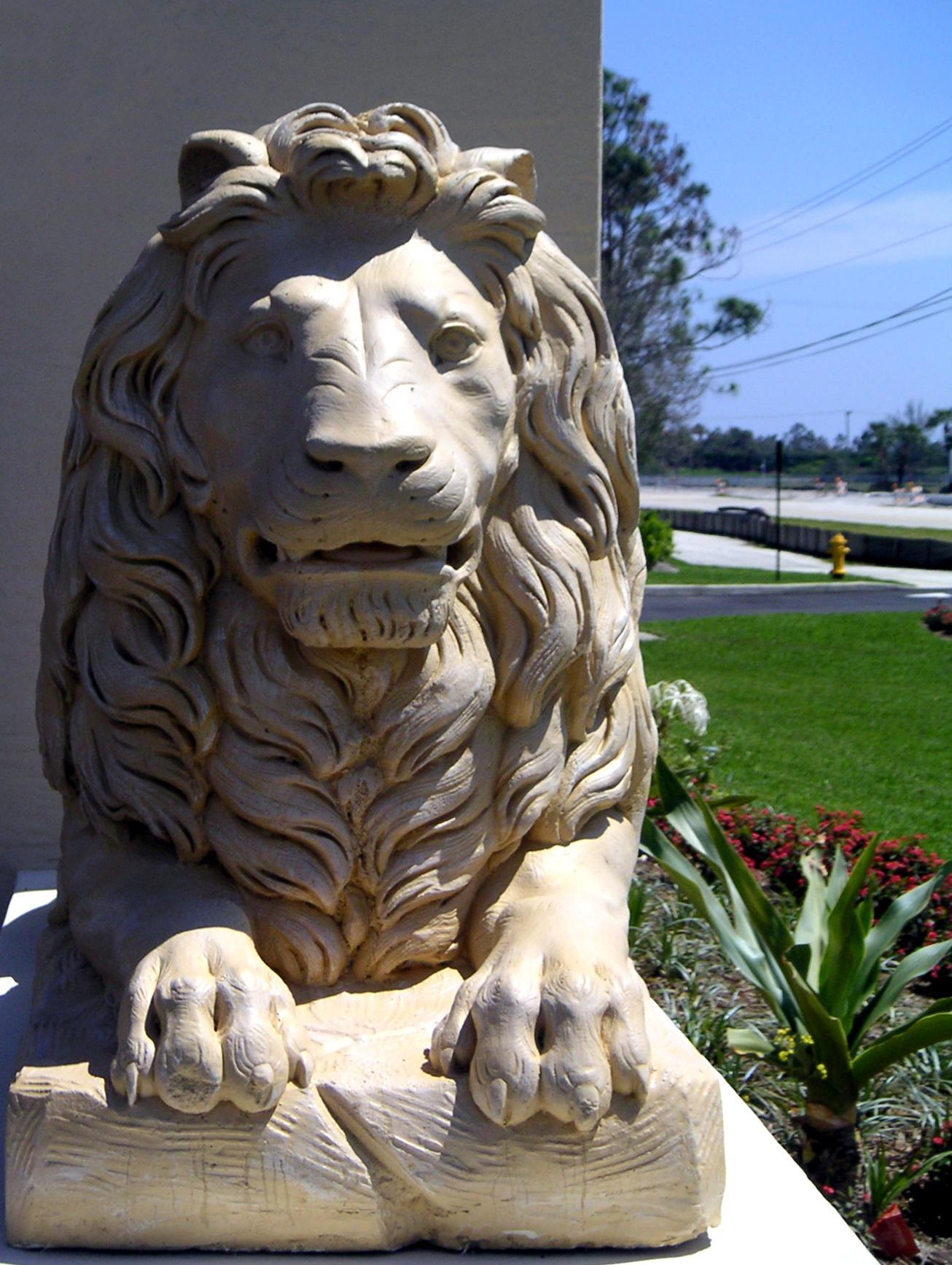
O Leão é o símbolo da Tribo de Judá. É frequentemente representado na Arte Judaica, como esta escultura fora de uma sinagoga

O tamanho do território da tribo de Judá significava que, na prática, ele tinha quatro regiões distintas:
- O Negueve (hebraico: sul) - a parte sul da terra, que era altamente adequada para pastagens
- A Sefelá (hebraico: planície) - a região costeira, entre as terras altas e o mar Mediterrâneo, que foi usada para a agricultura, em particular para grãos.
- O deserto - a região árida imediatamente ao lado do Mar Morto e abaixo do nível do mar; era selvagem e quase inabitável, na medida em que animais e pessoas que não eram bem-vindas em outros lugares, como ursos, leopardos e foras da lei, o tornavam a casa deles. Nos tempos bíblicos, esta região foi subdividida em três seções - o deserto de Ein Gedi,[16] o deserto de Judá,[17] e o deserto de Maon.[18]
- A região montanhosa - o planalto elevado situado entre a Sefelá e o deserto, com encostas rochosas mas solo muito fértil. Esta região foi usada para a produção de grãos, azeitonas, uvas e outras frutas e, portanto, produzia óleo e vinho.

## Origem
De acordo com o Torá, a tribo consistia de descendentes de Judá, o quarto filho de Jacó e de Lia. Alguns estudiosos da Bíblia veem isso como um mito etiológico criado em retrospectiva para explicar o nome da tribo e conectá-lo às outras tribos da confederação Israelita. Com Lea como matriarca, os estudiosos da Bíblia consideram a tribo como tendo sido acreditada pelos autores do texto como parte da confederação Israelita original.
Como as outras tribos do reino de Judá, a tribo de Judá está totalmente ausente da antiga Canção de Débora, em vez de presente, mas descrita como não disposta a ajudar na batalha entre os Israelitas e o seu inimigo. Tradicionalmente, isso foi explicado como sendo devido ao fato de o reino do sul estar muito longe para se envolver na batalha, mas Israel Finkelstein et al. reivindicam a explicação alternativa de que o reino do sul era simplesmente um insignificante reino rural na época em que o poema foi escrito.

## Caráter

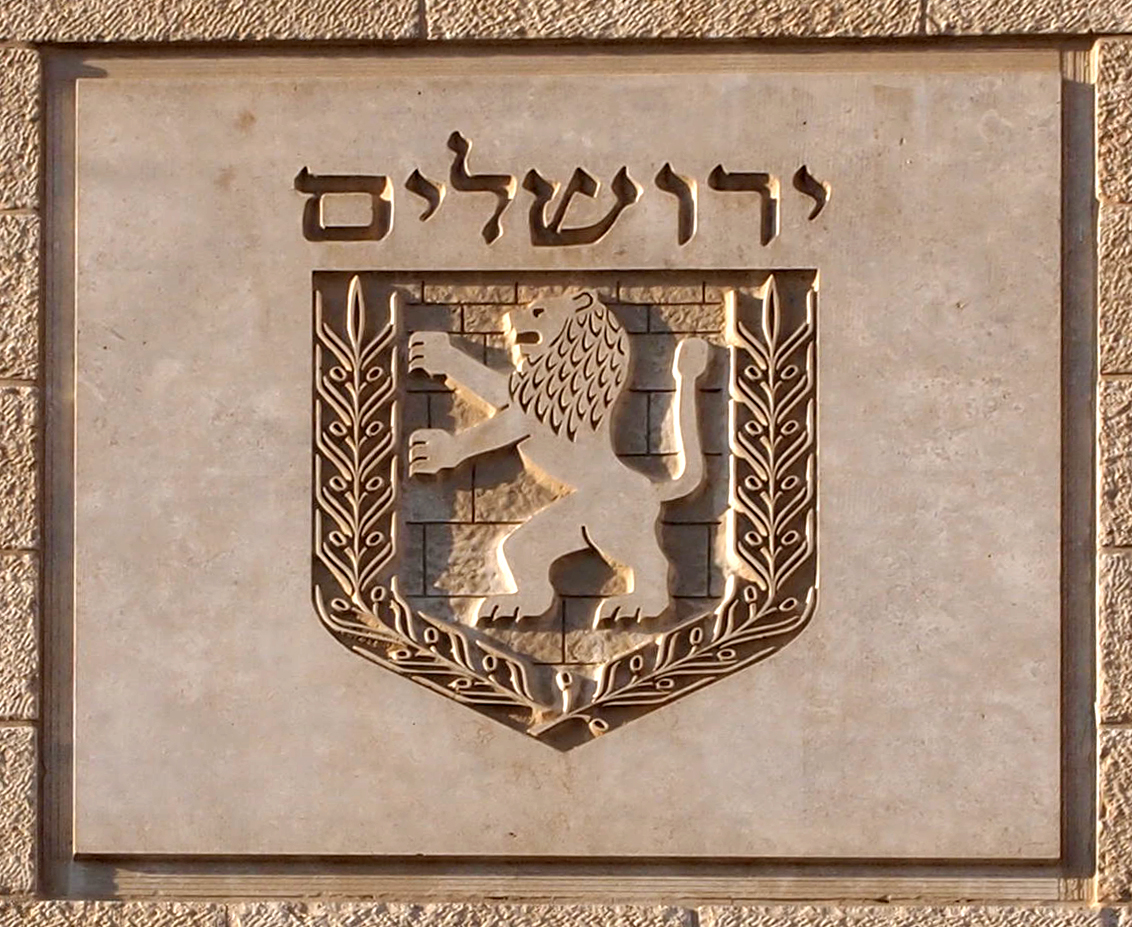
Emblema de Jerusalém

Conforme representado pelos deuteronomistas e escritores pós-exílicos, a tribo de Judá era a principal tribo do Reino de Judá. Davi e a linhagem real pertenciam à tribo, e a linha continuou mesmo depois da queda do Reino de Judá e seus líderes. A crença judaica tradicional é que o Messias (judeu) será da linhagem davídica, baseado na promessa do Senhor a Davi de um trono eterno para a sua descendência (Isaías 9:6–7, Jeremias 33:15-21, 2 Samuel 7:12–16, Salmos 89:35–37).
De fato, muitos dos líderes e profetas Judeus da Bíblia Hebraica reivindicavam pertencer à tribo de Judá. Por exemplo, os profetas literários Isaías, Amós, Habacuque, Joel, Miqueias, Obadias, Zacarias e Sofonias, todos pertenciam à tribo. Mais tarde, durante o Exílio Babilônico, os exilarques (líderes comunitários oficialmente reconhecidos) reivindicaram a linhagem de Davídica, e quando o Exilio terminou, Zorobabel (o líder dos primeiros judeus a retornar à província de Jeúde) também foi dito ser da linhagem davídica, como eram Selatiel (uma figura um tanto misteriosa) e Neemias (um dos primeiros e mais proeminentes governadores de Jeúde, nomeados por Aquemênida). Na época do domínio romano, todos os detentores do cargo de Nasi (príncipe) depois de Semaías, reivindicaram a linhagem davídica, através de Hilel, que segundo rumores, tinha linhagem materna de linhagem davídica.
Em Mateus 1:1–6 e Lucas 3:31–34 do Novo Testamento, Jesus é descrito como membro da tribo de Judá por linhagem. Apocalipse 5:5 também menciona uma visão apocalíptica do Leão da tribo de Judá.

## Destino

O Leão de Judá no emblema municipal de Jerusalém

Como parte do reino de Judá, a tribo de Judá sobreviveu à destruição de Israel pelos Assírios e em vez disso foi submetida ao Cativeiro Babilónico; quando o cativeiro terminou, a distinção entre as tribos foi perdida em favor de uma identidade comum. Como Simeão e Benjamim tinham sido os sócios menores do Reino de Judá, foi Judá quem deu nome à identidade - a dos Judeus.
Após a queda de Jerusalém, a Babilónia (atual Iraque) tornaria-se o foco da vida Judaica por 1000 anos. As primeiras comunidades Judaicas na Babilónia começaram com o exílio da Tribo de Judá para a Babilónia por Jeconias em 597 a.C., bem como após a destruição do Templo em Jerusalém em 586 a.C.. Muitos outros judeus migraram para a Babilónia em 135 d.C. após a revolta de Barcoquebas e nos séculos seguintes.
As tradições da Etiópia, registadas e elaboradas numa dissertação do século XIII, o "Kebra Negast", afirmam descendência de uma comitiva de Israelitas que retornou com a rainha de Sabá de sua visita ao rei Salomão em Jerusalém, com quem ela concebeu o fundador da dinastia Salomônica, Menelique I. Tanto a tradição cristã como a judaica etíope diz que esses imigrantes eram na maioria das Tribos de Dã e Judá; daí o lema Ge'ez Mo`a 'Anbessa Ze'imnegede Yihuda (lit.  "O Leão do Tribo de Judá conquistou"), um de muitos nomes para Jesus de Nazaré. A frase "O Leão da Tribo de Judá conquistou" também é encontrada no Livro do Apocalipse.